# Compsoctena araeopis
Compsoctena araeopis is een vlinder uit de familie Eriocottidae. De wetenschappelijke naam van deze soort is voor het eerst geldig gepubliceerd in 1926 door Edward Meyrick.
De soort komt voor in het Afrotropisch gebied.